# بلک باشوف
بلک باشوف (انگلیسی: Blake Bashoff؛ زادهٔ ۳۰ مهٔ ۱۹۸۱) بازیگر سینما و بازیگر تلویزیون اهل ایالات متحده آمریکا است.
از فیلم‌ها یا برنامه‌های تلویزیونی که وی در آن نقش داشته‌است می‌توان به مد من، گزارش اقلیت و خانواده جدید سوئیسی رابینسون اشاره کرد.